# 通轨县
通轨县，中国古县名。
北周置，治所在今四川省黑水县北。隋朝时，属汶山郡。后废。唐朝贞观三年（629年）复置，属松州。二十一年为当州治。后又废。 